# John Cain Arena
John Cain Arena (dawniej znane jako Hisense Arena, Vodafone Arena oraz Melbounre Arena) – część kompleksu sportowego Melbourne Park w Melbourne (Wiktoria, Australia). Pojemność stadionu wynosi 10 500 miejsc. Kort posiada twardą nawierzchnię (model Plexicushion Prestige) oraz rozsuwany dach, dzięki któremu można grać w tenisa mimo opadów deszczu.

## Historia

Logo Hisense Arena

Budowa John Cain Arena Arena rozpoczęła się pod koniec lat 90. XX w. i zakończyła w 2000 za kwotę 65 mln dolarów amerykańskich. Pierwotną nazwą obiektu było Multi-purpose Venue. Po sprzedaży praw do nazwy firmie Vodafone obiekt przemianowano na Vodafone Arena. 13 czerwca 2008 roku ogłoszono, że od 1 lipca 2008 r. Vodafone Arena zostanie przemianowane na Hisense Arena w ramach umowy podpisanej z mającym siedzibę w Chinach producentem elektroniki, firmą Hisense. W 2018 roku prawa do nazwy odkupił Tennis Australia i przemianował obiekt na Melbourne Arena.

## Wydarzenia

### Sport
Każdego roku Melbourne Arena gości wiele spotkań wielkoszlemowego turnieju tenisowego Australian Open. Obiekt jest zazwyczaj wykorzystywany przez cały pierwszy i do połowy drugiego tygodnia imprezy. Meczem inauguracyjnym było spotkanie Moniki Seles z Brie Rippner, które trwało zaledwie dziesięć minut ponieważ Rippner doznała kontuzji już w drugim gemie pojedynku. Pierwszy pełnym meczem na korcie było zwycięstwo Tima Henmana na Hiszamem Arazim w pierwszej rundzie AO 2001.
Od 1997 r. używany rozgrywane są tam mecze netballu. Drużynami, dla których był to obiekt domowy, były Melbourne Phoenix oraz Melbourne Kestrels. Od połączenia tych zespołów w 2008 r. w nową drużynę – Melbourne Vixens – Melbourne Arena jest miejscem rozgrywania jej meczów domowych.
W sierpniu 2004 r. Melbourne Arena, wówczas pod nazwą Vodafone Arena, gościła zawody wrestlingu z cyklu WWE.
Podczas Igrzysk Wspólnoty Narodów w 2006 roku rozgrywano tam mecze koszykówki, a nazwę obiektu tymczasowo zamieniono na Multi-Purpose Venue ponieważ jednym z głównych sponsorów zawodów była firma Telstra, konkurent Vodafone'a.
Zespół South Dragons biorący udział w rozgrywkach Krajowej Ligi Baseballu (NBL) rozgrywa domowe mecze na Melbourne Arena.
Obiekt posiada tor kolarski, który zakrywa się na czas Australian Open.

### Koncerty
Melbourne Arena jest miejscem występów krajowych i zagranicznych gwiazd muzyki. Chociaż promotorzy preferują większy Rod Laver Arena, gdy jest on niedostępny przenoszą koncerty właśnie na John Cain Arena Arena.